# Дель Фьоре, Якобелло
Якобелло дель Фьоре (итал. Jacobello del Fiore) — живописец венецианской школы XV века. Его отцом и учителем был Франческо дель Фьоре, одним из его учеников был Карло Кривелли.
Прибыл в Венецию на службу республике в начале XV века. В 1421 году выполнил официальный заказ «Правосудие с архангелом Гавриилом и Михаилом».
Среди его работ наиболее известны «Коронация Марии» для кафедрального собора в Сенеде и полиптих для собора в Терамо. Одна из его работ выставлена в ГМИИ им. Пушкина в Москве.

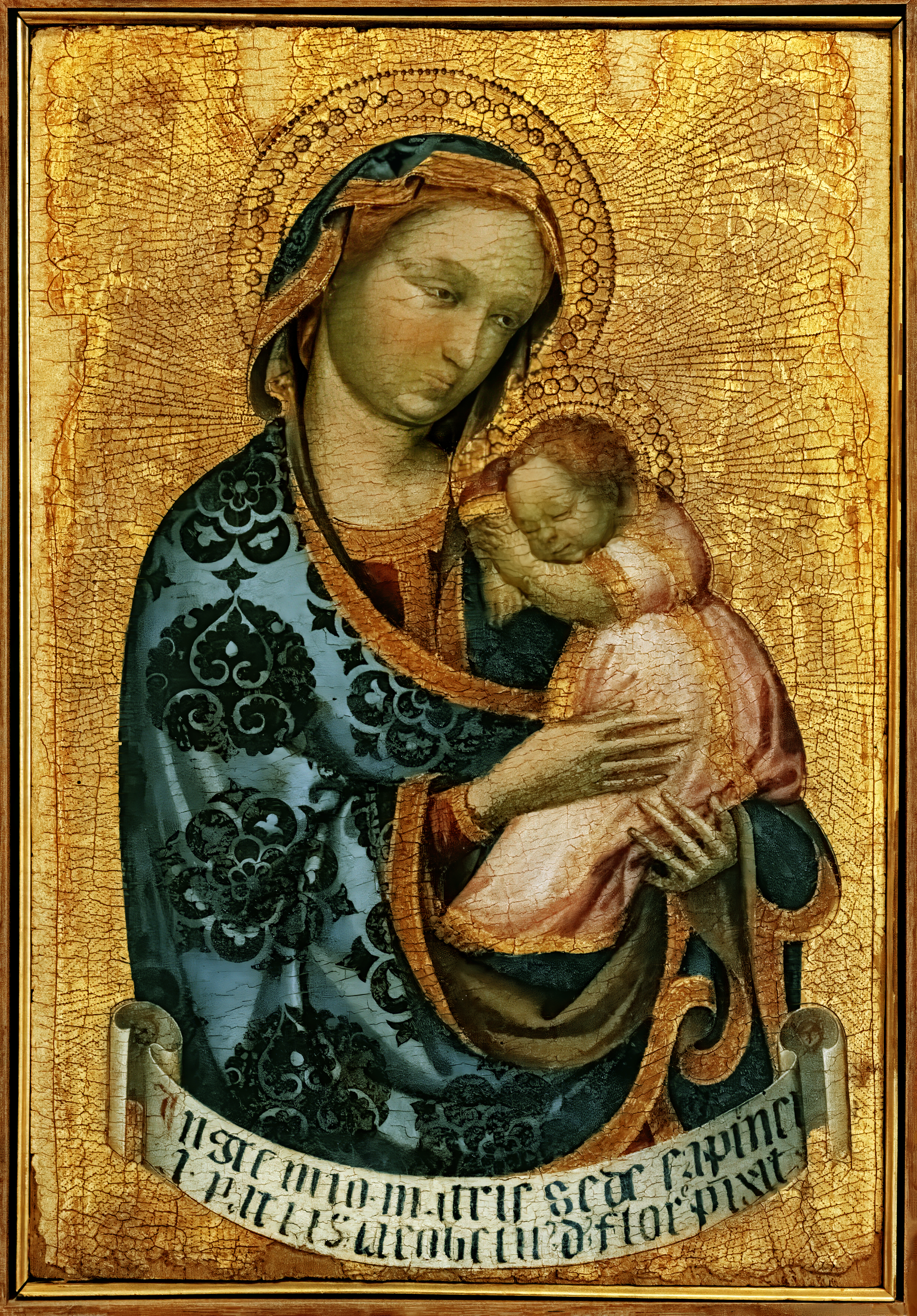
Мадонна с младенцем, около 1410